# Прапор Волинської області
Пра́пор Воли́нської о́бласті — полотнище з розмірами (співвідношенням сторін) 2 до 3. В центрі на червоному (колір стиглої вишні) тлі рівнораменний хрест білого (срібного) кольору, що торкається кінцями країв прапора (т. зв. фіксований). У лівому верхньому куті розміщено один із найдавніших варіантів історичних хрестів Волині XV—XVIII ст. (т. зв. лапчастий).
Прапор на основі історичних традицій краю розроблено та прийнято з ініціативи голови Волинського обласного товариства краєзнавців Геннадія Бондаренка.

Прапор зі співвідношенням сторін 5:7 затверджено 4 листопада 1997 р. Після рекомендаційного листа УГТ змінено пропорції прапора на 2:3 окремим рішенням від 30 травня 2000 р.[http://uht.org.ua/ua/part/terytot/oblasti/#vol